# Rise Above Records
Rise Above Records es una compañía discográfica independiente fundada en Londres por Lee Dorrian (cantante de Cathedral y antiguo miembro de Napalm Death).
Rise Above fue fundada a finales de la década de los 80 para editar referencias en directo de Napalm Death y S.O.B., pero en 1991 se re-orienta hacia el sludge metal y el doom metal.
Rise Above cuenta con distribución internacional. Desde 2005 la distribución en Estados Unidos la realiza Candlelight Records, discográfica dedicada al black metal y death metal, desde mediados de los 90 hasta 2005 lo hizo The Music Cartel. En Japón es distribuida por Leaf Hound Records desde 2007, antes lo fue por JVC Victor.
En 2005, Rise Above Records anunció una serie de sencillos compartidos entre bandas de su catálogo. Hasta la fecha se han editado cerca de una decena.
En 2006, la discográfica anunció el nacimiento de un subsello llamado Rise Above Relics, dedicado a la reedición de discos de los 70. Hasta el momento han editado de Turns You On! y Witches Wand de Luv Machine y Exploration de Possessed.

## Artistas en catálogo
| - Bottom - Capricorns - Cathedral - Chrome Hoof - Circulus - Debris Inc. - Electric Wizard - Firebird - Gentlemans Pistols - Goatsnake - Ghost (banda) | - Grand Magus - Hangnail - Last Drop, The - Leaf Hound - Litmus - Long Cold Stare - Mourn - Naevus - Napalm Death - Orange Goblin | - Penance - Pentagram - Pod People - Revelation - ShallowShallow - SallySally - Sea of Green - sHEAVY - Sleep - S.O.B. | - Sunn O))) - Taint - Teeth of Lions Rule the Divine - Uncle Acid And The Deadbeats - Unearthly Trance - Witchcraft - Winters |